# فوت‌ورک (ژانر)
فوت‌ورک (به انگلیسی: Footwork)، همچنین جوک، فوت‌ورک/جوک یا شیکاگو جوک گفته می‌شود، یک ژانر از موسیقی رقص الکترونیک می‌باشد که از گتو هاوس با عناصر هیپ هاپ مشتق شده‌است و اولین بار در شیکاگو در اواخر دههٔ ۱۹۹۰ میلادی ظاهر شد.